# NGC 2194
NGC 2194 is een open sterrenhoop in het sterrenbeeld Orion. Het hemelobject werd op 11 februari 1784 ontdekt door de Duits-Britse astronoom William Herschel.

## Synoniemen
- OCL 495